# Montebello, Nuevo León
Montebello är en ort i Mexiko.   Den ligger i kommunen Juárez och delstaten Nuevo León, i den centrala delen av landet, 700 km norr om huvudstaden Mexico City. Montebello ligger 481 meter över havet och antalet invånare är 396.
Terrängen runt Montebello är varierad. Runt Montebello är det tätbefolkat, med 343 invånare per kvadratkilometer. Närmaste större samhälle är Monterrey, 17,1 km väster om Montebello. I omgivningarna runt Montebello växer i huvudsak blandskog.